# Otto Andersson
Otto August Andersson (né le 7 mai 1910 à Ed en Suède et mort le 11 août 1977 à Surte) était un footballeur international suédois.

## Biographie
On sait peu de choses sur lui, sauf que pendant sa carrière de club, il jouait dans le club suédois de l'Örgryte IS lorsqu'au niveau international, il joue avec l'équipe de Suède pendant la coupe du monde 1934 en Italie.